# Starmania (programma televisivo)
Starmania è stato un talent show austriaco organizzato da ORF eins e consistente in una competizione canora fra concorrenti scelti per mezzo di audizioni e selezioni effettuate da giudici e, nelle fasi finali, dal pubblico, tramite televoto.
Di Starmania sono state realizzate quattro edizioni fra il 2002 e il 2009. Fra i partecipanti vi sono stati Christina Stürmer, una delle cantanti mitteleuropee di maggiore successo commerciale, e Thomas Neuwirth, che ha vinto l'Eurovision Song Contest 2014 come Conchita Wurst.
Nel 2010 il programma è stato sostituito da Helden von morgen. In Svizzera è stata proposta una versione locale del format, chiamata MusicStar.

## Prima edizione
La prima edizione è andata in onda fra l'autunno del 2002 e l'inizio del 2003. La finale è stata vista da 1,6 milioni di telespettatori, che hanno votato 5,9 milioni di volte per scegliere il vincitore. I concorrenti sono stati:
- Michael Tschuggnall (vincitore)[1]
- Christina Stürmer (2º posto)
- Boris Uran (3º posto)
- Anita Ritzl (4º posto)
- Livia Hubmann (5º posto)
- Beate Baumgartner (6º posto)
- Andreas Schneider (7º posto)
- Lukas Permanschlager (8º posto)
- Vera Böhnisch (9º posto)
- Thomas Putz (10º posto)
- Elisa Zsivkovits (11º posto)
- Markus Kuen (12º posto)

## Seconda edizione
La seconda edizione è andata in onda fra la fine del 2003 e l'inizio del 2004 come Starmania NG – Die neue Generation. L'ottavo classificato Daniel Kajmakoski è finito per rappresentare la Macedonia del Nord all'Eurovision Song Contest 2015. I concorrenti, scelti fra oltre 12.000 candidati, sono stati:
- Verena Pötzl (vincitrice)[2]
- Armin Beyer (2º posto)
- Marcel Plieschnegger (3º posto)
- Michael Hoffmann (4º posto)
- Jasmin Schiller (5º posto)
- Magdalena Rentenberger (6º posto)
- Christian Sperrer (7º posto)
- Daniel Kajmakoski (8º posto)
- Angelika Ring (9º posto)
- Luise Gruber (10º posto)
- Rebecca Freidinger (11º posto)
- Patrick Jurdic (12º posto)

## Terza edizione
Iniziata il 6 ottobre 2006 e protrattasi fino al 26 gennaio 2007, la terza edizione di Starmania ha visto più di 2.500 partecipanti alle audizioni. La vincitrice Nadine Beiler ha rappresentato l'Austria all'Eurovision Song Contest 2011, mentre per l'edizione 2007 ha partecipato, con scarso successo il quinto classificato Eric Papilaya. Thomas Neuwirth è il vero nome di Conchita Wurst, la drag queen che ha vinto l'Eurovision nel 2014. I concorrenti sono stati:
- Nadine Beiler (vincitrice)[3]
- Thomas Neuwirth (2º posto)
- Gernot Pachernigg (3º posto)
- Mario Lang (4º posto)
- Eric Papilaya (5º posto)
- Martin Zerza (6º posto)
- Falco De Jong Luneau (7º posto)
- Birgit Kubica (8º posto)
- Lois Zarculea (9º posto)
- Andreas Beck (10º posto)
- Johannes Palmer (11º posto)
- Alexandra Golda (12º posto)

## Quarta edizione
La quarta e ultima edizione ha avuto luogo dal 17 ottobre 2008 al 30 gennaio 2009. I concorrenti sono stati:
- Oliver Wimmer (vincitore)[4]
- Silvia Strasser (2º posto)
- Maria Rerych (3º posto)
- Andreas Pfandler (4º posto)
- Milena Sickinger (5º posto)
- Christian Barboric (6º posto)
- Richard Schlögl (7º posto)
- Evelyn Mair (8º posto)
- Sebastian Mandl (9º posto)
- Christian Dohr (10º posto)
- Anna Oberauer (11º posto)
- Sarah Lee (12º posto)